# 涼水井村

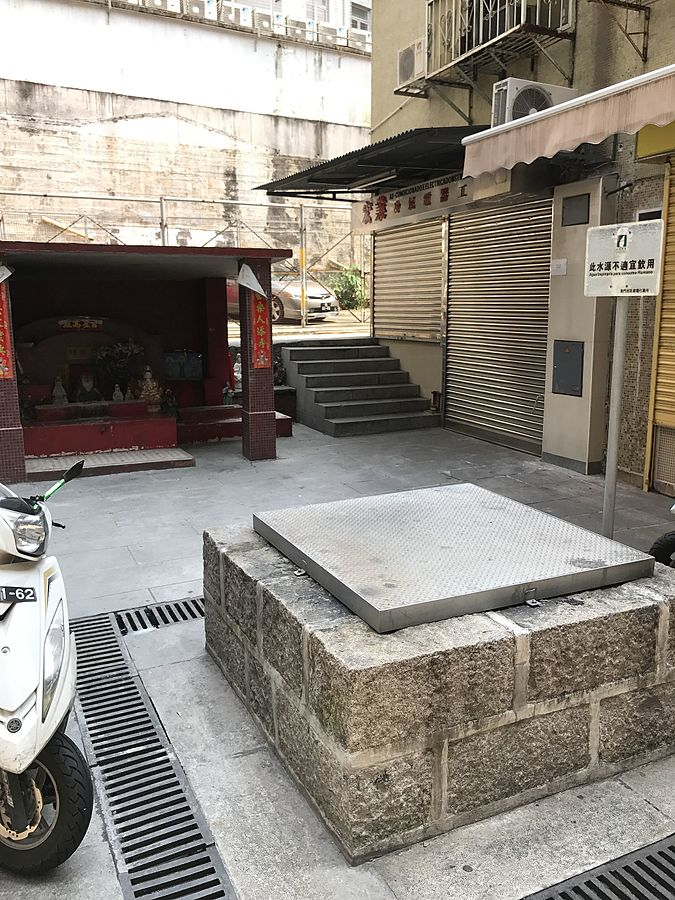
被當局封口的古水井，其水質已不宜飲用

涼水井村，是昔日位於現今澳門聖安多尼堂區定安街、大井巷和涼水街等位置的一個古村落，現已消失。

## 名稱由來及歷史
涼水井村處於新橋田畔街以東、石牆街以北，昔日數十人家聚成一村，而村民都是居住於矮屋的佃戶。村裡曾有兩口水井一為大井，該井有別於澳門其他村落的水井，井口以花崗石砌成方形，與一般圓形井口不同，村民從中取水飲用、洗衣和灌溉耕作。由於該井井水清涼，村名亦因此而來。另一口井名為「鯉魚井」，亦稱小井，據說該井因水質優良而十分適合泡茶，但依然不及大井清涼，所以大井名為“涼水井”。據記載，清初康熙年間，山水畫家吳歷由中國內地抵澳，在未入澳門葡城的大三巴修院前曾寓居於此村。
1862年，澳葡政府佔領涼水井村，並且在該處開闢道路及與建房屋，即今定安街、大井巷和涼水街等位置，經過百多年的發展，村落已消失不見，但現時還餘下一些反映了澳門古村落面貌的舊建築。

## 現況
現今涼水街依然保留了部分古村落特點，仍保持原貌的涼水大井，因水質不宜飲用被民政總署封掉井口。現時僅存的數間舊村屋因被澳門政府當局指是文物，業主不能拆掉重建，然內裡早已殘破不堪，有白蟻蟲蛀、漏水等問題，並不適合居住。有聲音指舊村屋衛生環境惡劣，十分破爛，應將之拆除重建，亦有聲音認為舊村屋歷史底蘊深厚，具有保育價值，又建議澳門文化局以市價收購這些村屋，或採以屋易屋方式，保留古村落特色的同時，適當安置原本在其中居住的居民。